# Murg (K), Aurad
Murg (K) là một làng thuộc tehsil Aurad, huyện Bidar, bang Karnataka, Ấn Độ.